# エディ・マネー
エディ・マネー（Eddie Money、1949年3月21日 - 2019年9月13日）は、アメリカのシンガー・ソングライター。本名はエドワード・ジョセフ・マホニー。
1970年代から1980年代にかけて、「ベイビー・ホールド・オン」「天国行き超特急 (Two Tickets to Paradise)」「アイム・イン・ラヴ (Think I'm in Love)」「Shakin'」「テイク・ミー・ホーム・トゥナイト」「アイ・ウォナ・ゴー・バック」「WALK ON WATER」「The Love in Your Eyes」など11曲のトップ40ヒットがある。
「ニューヨーク・タイムズ」紙の評論家ニール・ゲンズリンガーは彼を「労働者階級のロッカー」と呼び 、AP通信のクリスティン・ホールは彼はハスキーヴォイスの持ち主であると述べた。
1987年、「Take Me Home Tonight」でグラミー賞の最優秀男性ロック・ヴォーカル・パフォーマンス部門にノミネートされた。
2019年9月13日、長年に渡る、喫煙に伴い発症した、食道がんによる合併症により、ロサンゼルスのケック病院にて死去。享年70歳。

## ディスコグラフィ

### スタジオ・アルバム
- 『噂のエディー・マネー』 - Eddie Money (1977年)
- 『ライフ・フォー・ザ・テイキング』 - Life for the Taking (1978年)
- 『プレイング・フォー・キープス』 - Playing for Keeps (1980年)
- 『ノー・コントロール』 - No Control (1982年)
- 『パーティの夜』 - Where's the Party? (1983年)
- 『キャント・ホールド・バック』 - Can't Hold Back (1986年)
- 『NOTHING TO LOSE』 - Nothing to Lose (1988年)
- 『ライト・ヒア』 - Right Here (1991年)
- 『ラヴ・アンド・マネー』 - Love and Money (1995年)
- Ready Eddie (1999年)
- Wanna Go Back (2007年)